# 石戸村 (福島県)
石戸村（いしどむら）は福島県伊達郡にあった村。現在の伊達市霊山町石田・霊山町山戸田にあたる。

## 地理
- 山：徳ヶ森、代皇山
- 河川：広瀬川

## 歴史
- 1889年（明治22年）4月1日 - 町村制の施行により、石田村、山戸田村の区域をもって発足。
- 1955年（昭和30年）1月31日 - 掛田町・霊山村・小国村と合併して霊山町が発足。同日石戸村廃止。
- 2006年（平成18年）1月1日 - 霊山町が伊達町・梁川町・保原町・月舘町と合併して伊達市が発足。

## 村長
- 八島成正